# Flis, to jest Spuszczanie statków Wisłą i inszymi rzekami do niej przypadającymi
Flis, to jest Spuszczanie statków Wisłą i inszymi rzekami do niej przypadającymi – czteroczęściowy poemat barokowy Sebastiana Fabiana Klonowica opublikowany w Krakowie w 1595. Trzy lata później wydano jego wznowienie w poszerzonej wersji (wersy od 1701–1776), a także poprawionej przez autora.
Klonowic dostrzegł w pracy flisaków piękno, a nobilitacja tego zawodu w literaturze wpisała się w zainteresowania barokowych twórców nowymi tematami, dotychczas niepodejmowanymi. Do tego samego kręgu utworów należą także: Walentego Roździeńskiego Officina ferraria abo Huta i warstat z kuźniami szlachetnego dzieła żelaznego (o zajęciach górnika, hutnika, o pracy w kopalni, etc.), czy Andrzeja Loeaechiusa Muza gór wielickich (o kopalni soli w Wieliczce).
Poemat został zbudowany z 461 zwrotek, każda z nich jest strofą saficką (trzy wersy jedenastozgłoskowe i czwarty pięciozgłoskowy), zaczerpniętą z Pieśni o potopie Jana Kochanowskiego.
Część pierwsza opowiada zarówno o wadach, jak i zaletach żeglugi (łac. incommoda navigationis, commoda navigationis). Morze jest według poety żywiołem obcym dla człowieka, docenia jednak zalety morza jako drogi handlowej, a tym samym jako źródło dochodów. Podziwia żeglarzy, którzy wyruszają w dalekie, zamorskie wyprawy, przede wszystkim na kontynent amerykański. W części tej pojawiają się nawiązania do greckich mitów i grecko-rzymskiej literatury (Wergiliusz), a przede wszystkim do Biblii. Wymienia porty morskie, nazwy mórz, rzek, gatunki wodnych zwierząt. Pojawia się także słownictwo związane z rzemiosłem morskim.
W części drugiej dominuje tematyka handlu oraz przygotowania statku do spływu rzecznego. Przywołany zostaje poemat dydaktyczny Hezjoda pt. Prace i dni, pojawiają się także bajki i opowieści. Klonowic ponownie przytacza specjalistyczne słownictwo flisaków, a także nazwy obejmujące zjawiska atmosferyczne.
W części trzeciej następuje relacja przypominająca przewodnik opisujący Wisłę, położone nad nią miasta oraz jej dopływy. Dominuje ścisły zapis topografii, opowieści dygresyjne zajmują niewielki ułamek tekstu. W ostatniej części zawarte są dowcipy i aluzje do rzeczywistości. Całość tekstu została poprzedzona listem dedykacyjnym do Stanisława Gostomskiego.
Utwór można też odczytywać w sposób alegoryczny. W dedykacji do pierwszego wydania autor proponuje interpretację flisowania jako paraboli życia ludzkiego. Zwraca uwagę, iż żeglowanie było traktowane jako metafora życia zarówno w kulturze starożytnej (Odyseja Homera, Eneida Wergiliusza), jak chrześcijańskiej.
Poemat ma zróżnicowany charakter. Obok opisów ciężkiej pracy flisaka i motywów moralistycznych pojawiają się też fragmenty pogodne i humorystyczne. W żartobliwy sposób przywoływane bywają motywy mitologiczne. Źródłem humoru jest też zestawianie podniosłego, klasycyzującego stylu z motywami prozaicznymi, anegdotami i fachową terminologią flisacką. Poemat zawiera pewne elementy gatunku apodemikum, opisującego przygotowanie i przebieg podróży, zwłaszcza kształcących.